# Trinidad Grund
Trinidad Grund y Cerero del Campo (Sevilla, 28 de febrero de 1821-Málaga, 31 de agosto de 1896) fue una de las figuras más destacadas de la ciudad de Málaga debido a las obras de caridad a las que dedicó su vida y su fortuna. Su principal legado benéfico es el Asilo de San Manuel, donde acogía a huérfanos y personas necesitadas y en donde niñas y niños recibían clases además de disponer de un obrador de panadería y un planchador donde se instruía a mujeres sin oficio.

## Biografía
Trinidad Grund nació el 28 de febrero de 1821 en Sevilla. Su padre era Federico Grund Steinert, cónsul de Prusia en Sevilla y originario de Hamburgo, y su madre era Trinidad Cerero (originaria de Sevilla). Tenía dos hermanos: Julia y Constancio.
En 1832 el rey Federico Guillermo III condenó a su padre Federico al destierro, debido a importantes divergencias entre el cónsul y el Gobierno. Antes de iniciarlo, Federico envió a su mujer e hijas a Málaga, ciudad que gozaba de mayor prosperidad económica, por lo que Trinidad Grund llegó a Málaga siendo niña.
Trinidad y su hermana Julia se casaron en enero de 1848 con los hijos de Manuel Agustín Heredia: Manuel Agustín y Tomás Heredia Libermore respectivamente. El matrimonio de Trinidad y Manuel solo duró cuatro años, ya que éste, que sufría trastornos depresivos, se suicidó el 30 de enero de 1852, a los 34 años de edad, durante una cacería en Motril. Trinidad tenía 31 años en aquel momento, tenía dos hijos de 3 y 2 años y estaba embarazada de un tercero. Cuatro meses después, su hijo mayor Manolito falleció a causa de las complicaciones surgidas durante una intervención quirúrgica.
En 1860, adquiere los terrenos de la cueva de Ardales, también conocida como Cueva de Doña Trinidad Grund o de la Calinoria, antes de conocer sus restos prehistóricos, ubicado en el municipio cercano de Carratraca. Dicha cueva estuvo cerrada durante más de 8.000 años, quedando descubierta la boca de acceso de la cueva en el año 1821 tras el terremoto de Alhama de Granada. Doña Trinidad la acondicionó para ser visitada y hasta terminó haciendo de guía para la alta burguesía de la época, quienes eran su clientela habitual de su negocio para que conociesen los grabados rupestres y las pinturas de la cueva, siendo la primera cueva en España en ser explotada como producto turístico.
El 29 de marzo de 1856, Trinidad inicia un viaje hacia Sevilla con la intención de pasar unos días en la feria con el propósito de animarse tras los sucesos traumáticos que sufrió recientemente en su vida, como fue el fallecimiento de su marido y de su hijo. Se embarcó en el barco de vapor el Miño con rumbo a Cádiz; en compañía de sus hijas María Isabel y Manuela de 6 y 3 años, dos cuñados y una doncella. El barco naufragó, en total murieron 64 de sus 82 pasajeros. Trinidad consiguió sobrevivir al accidente al engancharse su vestido en un banco de madera del barco que la mantuvo a flote hasta su rescate. Sin embargo, perdió a sus dos hijas al ser arrastradas por un remolino provocado por el barco al hundirse.
Desde este momento, con 35 años, dedicó su vida y fortuna a realizar obras de caridad. Siguiendo las disposiciones testamentarias de su difunto esposo, quien había expresado su deseo de que se creara una escuela para la formación de los obreros, sus viudas y sus hijos, Trinidad funda en 1859 el asilo de San Manuel en unos terrenos de su propiedad en el barrio obrero de El Bulto y pone a cargo de las Hijas de la Caridad de San Vicente de Paúl la actividad docente. Dado que no existe en el santoral ningún “San Manuel”, se cree que doña Trinidad Grund eligió esta denominación para la escuela en recuerdo de su marido y su hijo fallecidos. Hoy día, 150 años después, su actividad continúa en el ya Colegio San Manuel.
Participó también, junto con otros miembros de la burguesía malagueña, en la creación del colegio San Juan de Dios “Goleta” en 1861 y en la construcción del Asilo de los Ángeles. También corrió a su cargo la construcción de la capilla del Hospital Civil. Así mismo, su labor fue fundamental para socorrer a los malagueños víctimas de varias epidemias que asolaron la ciudad, como el cólera y el tifus.
Trinidad Grund también formó parte de un grupo de mujeres de la alta burguesía malagueña que se dedicaron a socorrer a heridos procedentes de la guerra de África en el Hospital de San Julián.
Por todas estas obras de caridad la reina Isabel II le concedió la Banda de Damas Nobles de la Orden de María Luisa. Pero cuando Trinidad Grund, que era una ferviente católica, se enteró de que la reina había reconocido el nuevo reino de Italia, creado a costa de los Estados Pontificios, le devolvió la Banda, lo que le costó el exilio en Roma hasta que cayó el gobierno de Isabel II y pudo regresar a Málaga. También fue muy comentada en la ciudad su actuación en los primeros días de la I República, cuando tuvo noticias de que la Junta Revolucionaria tenía pensado derribar los conventos malagueños. En ese momento se presentó en el Palacio del Obispo, donde se había alojado la Junta, y exigió que se respetaran a las religiosas y sus propiedades, a lo que accedieron los revolucionarios, por lo que se pudieron salvar muchos conventos de la capital.
Murió el 31 de agosto de 1896, a los 75 años, víctima de un cáncer de útero en su casa de la calle Peligro, más tarde conocida como calle Trinidad Grund. Su muerte fue noticia en la prensa nacional. Fue enterrada junto a su esposo Manuel en el panteón a los Heredia del Cementerio de San Miguel.